# خانات بخارا
خانات بخارا 
(به جغتایی: بخارا خانلیگی) سومین دولت ازبک از دودمان شیبانی بود که به دست شیبک خان در سمرقند بنیان گذاشته شد و از سال ۱۵۰۱ تا ۱۷۸۵ میلادی بر بخش‌هایی از آسیای میانه حکومت کرد. شهر بخارا از سال ۱۵۳۳ تا ۱۵۴۰ در زمان سلطنت عبیدالله خان ازبک به عنوان پایتخت تثبیت شد. این حکومت در زمان عبدالله خان دوم به اوج خود رسید.
در سده‌های هفدهم و هجدهم، خانات بخارا تحت فرمان سلسلهٔ جانیان (یا اشترخانیان) در آمد. اشترخانیان آخرین نوادگان چنگیز خان بودند که بر بخارا حکومت کردند. این خانات در سال ۱۷۴۰ توسط نادرشاه فتح شد. پس از مرگ نادر در سال ۱۷۴۰ و از هم پاشیدن امپراتوری او، از طریق مقام نخست وزیری، خانات تحت کنترل خدایار بیگ، امیر غیر چنگیزی ازبک در آمد. در سال ۱۷۸۵، نوهٔ او شاه مراد، حکومت موروثی خاندان‌شان یعنی سلسلهٔ منغیت را رسمیت بخشید و خانات بخارا به امارت بخارا تبدیل شد. منغیت‌ها غیر چنگیزی بودند و به جای خان لقب اسلامی امیر را برگزیدند؛ زیرا مشروعیت آنها بر اساس تبار از چنگیز خان نبود.

## تاریخچه

### شیبانیان
خانات بخارا به دست محمد شیانی یا شیبک خان ازبک تأسیس شد. او در ابتدا مانند بسیاری از فاتحان عشایری پیش از خود به خدمت فرمانروایی مستقر در آمد. در طول تاریخ، مزدوران کوچ‌نشین استپ‌ها، به عنوان سرباز توسط فرمانروایان حامی یکجانشین به‌کار گرفته می‌شدند و در بسیاری از موارد، این سربازان در نهایت حامیان خود را برکنار و حکومت‌های خود را تأسیس می‌کردند. شیبک خان نیز به خدمت سلطان احمد میرزا حاکم تیموری سمرقند در آمد؛ اما مدت زیادی چنین نبود. او در نبرد رودخانه چیرچیق (۱۴۸۸) به سلطان احمد میرزا خیانت کرد و سرانجام خود سمرقند و سایر قلمرو تیموریان در آسیای مرکزی را فتح کرد. این موقعیت او را به قدرتمندترین شخصیت منطقه تبدبل کرده بود. تصرف هرات سرانجام او را با صفویان، سلسله جدیدی که هم‌زمان توسط شاه اسماعیل یکم در ایران روی کار آمده بود، درگیر کرد. دو پادشاه در سال ۱۵۱۰ در نبرد مرو با هم روبه‌رو شدند. ازبکان با وجود برتری نفرات، در تله عقب‌نشینی ساختگی شاه اسماعیل افتادند و شکست خوردند. محمد شیبانی هم در میان قربانیان بود و شاه اسماعیل جمجمه او را به جام شراب خود تبدیل کرد. کشته شدن شیبک خان برای ازبک‌ها فاجعه بود و اقتدار جانشینان وی تضعیف شد.
صفویان بسیاری از فتوحات قدیم او را خنثی کردند و با بابر، شاهزاده تیموری و بنیان‌گذار امپراتوری گورکانی که هنوز در تلاش برای بازپس‌گیری سرزمین‌های اجدادی خود بود، متحد شدند. ازبکان نیز به نوبه خود پیوندهای خود را با عثمانیان، دشمن اصلی صفویان در غرب، تقویت کردند. سپاه متحد شاه اسماعیل با کمک بابر از جیحون گذشتند و به قلب خانات شیبانی حمله کردند؛ اما با شکست در نبرد غجدوان عقب رانده شد. در آن نبرد ازبکان باوجود برتری عددی مهاجمان آنها را شکست دادند. بابر موفق به فرار شد؛ اما نجم‌الدین ثانی سردار صفوی دستگیر و سر بریده شد. رهبر ازبکان در این زمان عبیدالله خان بود. او برادرزاده شیبک خان بود که در زمان کوچوم خان (حکومت: ۱۵۰۰–۱۵۱۰) که خان اسمی بود و امور نظامی را به او تفویض کرده بود، به قدرت رسید. عبیدالله خان جنگ با صفویان را از سر گرفت و با لشکرکشی‌های متعدد او، هرات و شهرهای دیگر بارها دست به دست می‌شد. پس از وقفه‌ای در زمان سلطنت ابوسعید خان (حکومت: ۱۵۳۰–۱۵۳۴) که علاقه‌ای به جنگ‌های عبیدالله در ایران نداشت، خودش خان شد. در نتیجه لشکرکشی‌های عبیدالله خان ازبک (حکومت: ۱۵۳۴–۱۵۳۹) به ایران، شیبانیان غنایم و ثروت بسیاری به دست آوردند. عبیدالله خان بخارا را به عنوان پایتخت خود تثبیت کرد که از آن زمان به مرکز سیاسی و فرهنگی خانات بخارا تبدیل شد. او علاوه بر فرماندهی نظامی، اهل ادب نیز بود که با تخلص «عبیدی» به فارسی، عربی و ترکی شعر می‌گفت. علاقه‌ای که پسرش عبدالعزیز خان نیز به ارث برده بود؛ او نیز در طول سلطنت خودمختار خود در بخارا (حکومت: ۱۵۴۰–۱۵۵۱) شعر می‌سرود و کتابخانه‌ای چشمگیر گرد آورد.
پس از مرگ عبیدالله خان، خانات به مدت ۲۲ سال با چهار خان مختلف که نتوانستند اقتدار خود را تثبیت کنند، گرفتار بی‌ثباتی شد. خانات بخارا به شاه‌نشین‌هایی تقسیم می‌شد که متعلق به سران گوناگون شیبانی بودند و برای افزایش سلطه خود با یکدیگر می‌جنگیدند. در چنین شرایطی عبدالله خان دوم بزرگ‌ترین خان شیبانی، شروع به قدرت گرفتن کرد. او ابتدا تحت حکومت اسمی پدرش، اسکندر خان (حکومت: ۱۵۶۱–۱۵۸۳) و پس از آن خودش به عنوان خان (حکومت: ۱۵۸۳–۱۵۹۸) سال‌ها به مبارزه با خویشاوندان خود برای اتحاد مجدد سرزمین‌های شیبانی پرداخت. عبدالله خان دوم پس از تثبیت اقتدار خود، لشکرکشی‌های متعددی را علیه ایران، خوارزم، قزاق‌ها و کاشغری‌ها رهبری کرد و مرزهای خانات را گسترش داد و شهرهای مهمی مانند هرات، مشهد و استرآباد در خراسان، خیوه و اورگنج در خوارزم و سایرم در ترکستان را تصرف کرد. عبدالله خان دوم به لطف مهارت‌های نظامی و دیپلماتیک خود توانست فتوحات خود را تحکیم کند. او ابتدا با مراد سوم سلطان عثمانی علیه صفویان شیعه مذهب متحد شد؛ اما با وجود داشتن روابط خوب، یک حمله مشترک و هماهنگ از سوی آنها هیچگاه انجام نشد. علیرغم جنگ با یکدیگر در دهه‌های اول سده شانزدهم، ازبکان و گورکانیان نیز در دوره سلطنت عبدالله خان دوم و اکبر کبیر در مرز‌های مشترک خود به تفاهم رسیدند و از درگیری‌هایی که قطعاً برای هر دو کشور زیان آور بود اجتناب کردند. روابط خانات بخارا با روسیه تزاری چندان دوستانه نبود. فیودور یکم از قدرت ازبکان و حمایت آنها از کوچوم خان حاکم خانات سیبیر، که در مقابل گسترش روسیه به سمت سیبری مقاومت می‌کرد، نگران بود. با این وجود، این امر ارتباط تجاری میان بخارا و مسکو را قطع نکرد.
عبدالله خان علاوه بر اینکه جنگجویی توانا بود، شاعری برجسته نیز بود؛ همچنان که خان‌های پیش از او نیز چنین بودند. در زمان او بخارا با بهره‌مندی از ثبات داخلی، در جایگاه یک پایتخت شکوفا شد و هنرمندان، عالمان و بازرگانان منطقه و فراتر از آن را به خود جذب کرد. بناهای زیبایی مانند مدارس کوکلداش در بخارا و تاشکند، در آن دوره ساخته شدند و به ردیف سایر بناهای شیبانی که قبلاً مانند مسجد بزرگ پای‌کلان یا مدرسه میرعرب در بخارا ساخته شده بودند، پیوستند. عبدالله خان دوم یک فرمانروای بزرگ بود؛ اما عشق او به تنها پسرش سرانجام به پایان سلسله منجر شد. عبدالمؤمن با رهبری لشکرکشی‌های متعدد در خراسان علیه صفویان و تصرف مشهد، نیشابور و دیگر شهرهای مهم منطقه، خود را فاتح توانمندی نشان داد؛ اما او همچنین به ظلم و تکانشگری معروف بود. با پیری پدرش و تمایل فزاینده او به قدرت، در نهایت علیه پدرش شورش کرد. شورش نافرجام او که به ورطه عمل نرسید، در اواخر عمر عبدالله خان روی داد. حاکم بزرگ شیبانی در سال ۱۵۹۸ در آستانه شصت سالگی و به احتمال زیاد به مرگ طبیعی درگذشت؛ اگرچه شایعاتی نیز مبنی بر مسموم شدن او وجود دارد. پس از مرگ پدرش، عبدالمؤمن خان جدید شد و برنامه پاکسازی شدید طرفداران و امیران پدرش را آغاز کرد. این ازجمله شامل فرماندار وفادار شهر هرات بود که سال‌ها آنجا را در دست داشت و به عبدالله خان در مورد پسرش هشدار داده بود. عبدالمؤمن خان پسران او را در مقابل چشمانش کشت و سپس خودش را هم به قتل رساند. با این همه، سفاکی‌های عبدالمؤمن کوتاه مدت بود. پاکسازی‌های خشونت‌آمیز علیه امیران ازبک باعث سقوط حکومت وی شد. امیران پس از چهار ماه از برتخت نشستن او، هراسان و خشمگین از اقدامات خان جدید، شورش کردند و او را درحالی‌که در حال عبور از رودخانه‌ای که عمداً آن را منحرف کرده بودند بود، تیرباران کردند. سلسله شیبانیان پس از مرگ عبدالمؤمن خان از میان رفت. یک سلسله جدید به نام جانیان یا اشترخانیان جای آنها را گرفتند و تا ۱۵۰ سال بعد بر خانات بخارا حکومت کردند.

## فهرست فرمانروایان خانات بخارا
| عنوان(ها) | نام کامل                                                  | حکومت                     |
| --- | --------------------------------------------------------- | ------------------------- |
| خانات بخارا در آغاز سدهٔ هفدهم میلادی از تسلط شاخهٔ مستقیم شیبانیان خارج گشت و توسط دودمان جدیدی به نام جانیان که به نام‌های طغاتیموریان یا اشترخانیان (از نوادگان خان‌های آستراخان) نیز شناخته می‌شوند، تصرف شد. در اینجا اسامی تمام فرمانروایان خانات بخارا شامل شیبانیان و جانیان آمده است: |                                                           |                           |
| خان ابوالفتح | شیبک خان محمد شیبک خان ابن شاہ بوداغ خان ابن ابوالخیر خان | ۱۵۰۰ – ۱۵۱۰ میلادی        |
| خان | کوچ‌کونجی‌خان کوچ‌کونجی محمد بن ابوالخیر خان                 | ۱۵۱۲ – ۱۵۳۱ میلادی        |
| خان مظفرالدین | ابوسعید ابو سعید بن کوچ‌کونجی                              | ۱۵۳۱ – ۱۵۳۴ میلادی        |
| خان ابوالغازی | عبیدالله خان عبیدالله بن محمود بن شاه بوداغ               | ۱۵۳۴ – ۱۵۳۹ میلادی        |
| خان | عبدالله خان یکم عبدالله بن کوچ‌کونجی                       | ۱۵۳۹ – ۱۵۴۰ میلادی        |
| خان | عبداللطیف خان عبداللطیف بن کوچ‌کونجی                       | ۱۵۴۰ – ۱۵۵۲ میلادی        |
| خان | نوروز احمد خان نوروز احمد بن سنجق بن ابوالخیر خان         | ۱۵۵۲ – ۱۵۵۶ میلادی        |
| خان | پیر محمد خان پیر محمد خان بن جانی بیگ                     | ۱۵۵۶ – ۱۵۶۱ میلادی        |
| خان | اسکندر خان اسکندر بن جانی بیگ                             | ۱۵۶۱ – ۱۵۸۳ میلادی        |
| خان بزرگ خان | عبدالله خان دوم عبدالله خان بن اسکندر                     | ۱۵۸۳ – ۱۵۹۸ میلادی        |
| خان | عبدالمؤمن خان عبدالمؤمن بن عبدالله خان                    | ۱۵۹۸ میلادی               |
| خان | پیر محمد خان دوم پیر محمد خان بن سلیمان خان بن جانی بیگ   | ۱۵۹۸ – ۱۵۹۹ میلادی        |
| خان | باقی محمد خان باقی محمد خان بن دین محمد                   | ۱۶۰۵ – ۱۵۹۹ میلادی        |
| خان | ولی محمد خان ولی محمد خان بن دین محمد                     | ۱۶۱۱ – ۱۶۰۵ میلادی        |
| خان | امام قلی خان ازبک امام قلی خان بن باقی محمد خان           | ۱۶۴۲ – ۱۶۱۱ میلادی        |
| خان | نادر محمد خان نادر محمد خان بن باقی محمد خان              | ۱۶۴۵ – ۱۶۴۲ میلادی        |
| خان | عبدالعزیز خان عبدالعزیز خان بن نادر محمد خان              | ۱۶۸۰ – ۱۶۴۵ میلادی        |
| خان | سبحان قلی خان سبحان قلی خان بن نادر محمد خان              | ۱۷۰۲ – ۱۶۸۰ میلادی        |
| خان | عبیدالله خان یکم عبیدالله خان بن سبحان قلی خان            | ۱۷۱۱ – ۱۷۰۲ میلادی        |
| خان | ابوالفیض خان ابوالفیض خان بن سبحان قلی خان                | ۱۷۴۷ – ۱۷۱۱ میلادی        |
| خان | عبدالمومن خان محمد عبدالمومن خان بن ابوالفیض خان          | ۱۷۴۸ – ۱۷۴۷ میلادی        |
| خان | عبیدالله خان دوم عبیدالله خان به ابوالفیض خان             | ۱۷۵۳ – ۱۷۴۸ میلادی        |
| خان | ابوالغازی خان                                             | ۱۷۵۶ – ۱۷۵۳ و ۱۷۵۸ میلادی |
| 1. ردیف زرد نشان دهندهٔ سلسله شیبانی و ردیف آبی نشان دهندهٔ سلسله جانیان است. 2. خان‌های بزرگ با خط پررنگ برجسته شده‌اند. |                                                           |                           |